# Maltepe-Hasan-Polat-Stadion
Das Maltepe-Hasan-Polat-Stadion (türkisch Maltepe Hasan Polat Stadyumu oder auch Maltepe Hasan Polat Stadı) ist ein Fußballstadion im Stadtteil Maltepe der türkischen Metropole Istanbul. Es ist die Heimspielstätte der Fußballvereine Maltepespor (Bölgesel Amatör Lig) und Beyoğlu Yeni Çarşı FK (TFF 3. Lig). In der Saison 2022 trug das American-Football-Team der Istanbul Rams aus der European League of Football (ELF) seine Heimspiele hier aus. Zunächst plante man das Yusuf Ziya Öniş Stadyumu zu nutzen, doch die Renovierungsarbeiten waren noch nicht abgeschlossen.

## Geschichte
Die Anlage wurde 1985 fertiggestellt und 2004/05 renoviert. Es bietet den Zuschauern 5000 Plätze und eine Spielfläche aus Naturrasen. Die vier Ränge liegen direkt am Spielfeldrand und sind überdacht. Eine Flutlichtanlage ist nicht vorhanden. Die Spielstätte ist nach Hasan Polat (1919–2010) benannt, einem früheren Präsidenten des türkischen Fußballverbands Türkiye Futbol Federasyonu (TFF).